# Atsipades Korakias

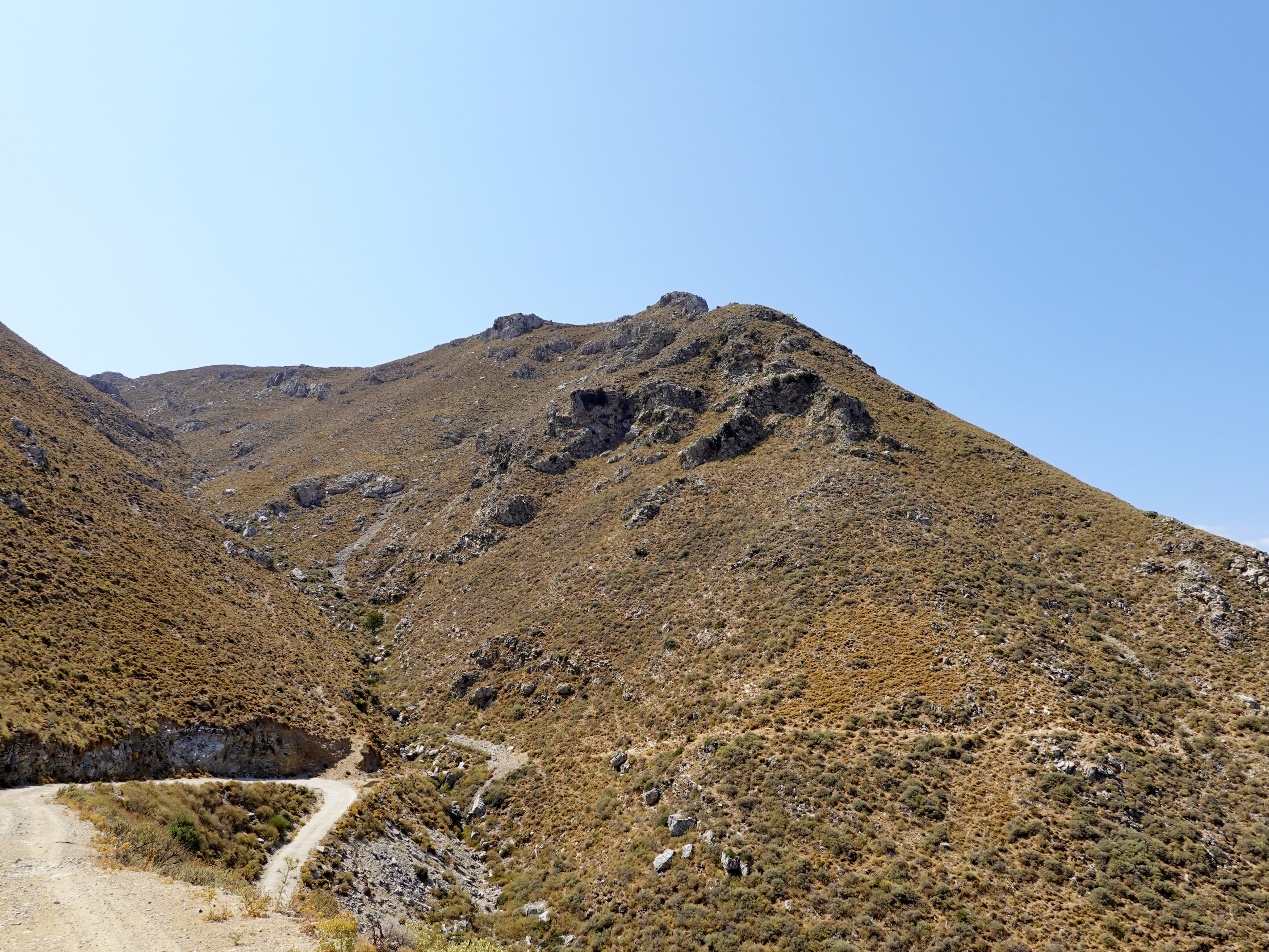
Nordosthang des Korakias

Atsipades Korakias (griechisch Ατσιπάδες Κορακιάς ‚Krähenort von Atsipades‘), auch Iero Koryfis Korakia (Ιερό Κορυφής Κορακιά ‚Gipfelheiligtum Krähenort‘), bezeichnet ein ehemaliges minoisches Höhenheiligtum in der Gemeinde Agios Vasilios des Regionalbezirks Rethymno im Süden der griechischen Insel Kreta. Es wurde 1985 von Krzystof Nowicki entdeckt und im Herbst 1989 durch Alan Peatfield und Christine Morris ausgegraben. Die Nutzung des Heiligtums wird in die früh- bis mittelminoische Zeit der Phasen FM III bis MM II datiert (etwa 2300–1700 v. Chr.).

## Lage
Der 736 Meter hohe Felsvorsprung Korakias (Κορακιάς) liegt oberhalb des Ortes Atsipades (Ατσιπάδες) an der Nordseite des bis zu 983 Meter hohen Kouroupa-Gebirges. Das minoische Höhenheiligtum befand sich an der Nordostseite des Korakias auf zwei Terrassen in einer Höhe von 682 Metern. Die Südküste Kretas am Libyschen Meer ist von dort 5,9 Kilometer entfernt. Nach Nordosten bestand eine Sichtverbindung vom Korakias zum 11,1 Kilometer entfernten minoischen Gipfelheiligtum des Vrysinas (Βρύσινας) und nach Osten zum 8,4 Kilometer entfernten Höhenheiligtum Spili Vorizi (Σπήλι Βορίζη). Von der heutigen Ortschaft Koxare (Κοξαρέ) mit dem Ortsteil Atsipades im Agios-Vasilios-Tal führt ein unbefestigter Fahrweg auf den Gipfel des Kouroupa-Gebirges, mit einem rechtsseitigen Abzweig zur Felsspitze des Korakias. Die Lage des ehemaligen minoischen Höhenheiligtums kann zu Fuß auf dem Berggrat erreicht werden.

## Beschreibung

### Ausgrabungsstätte

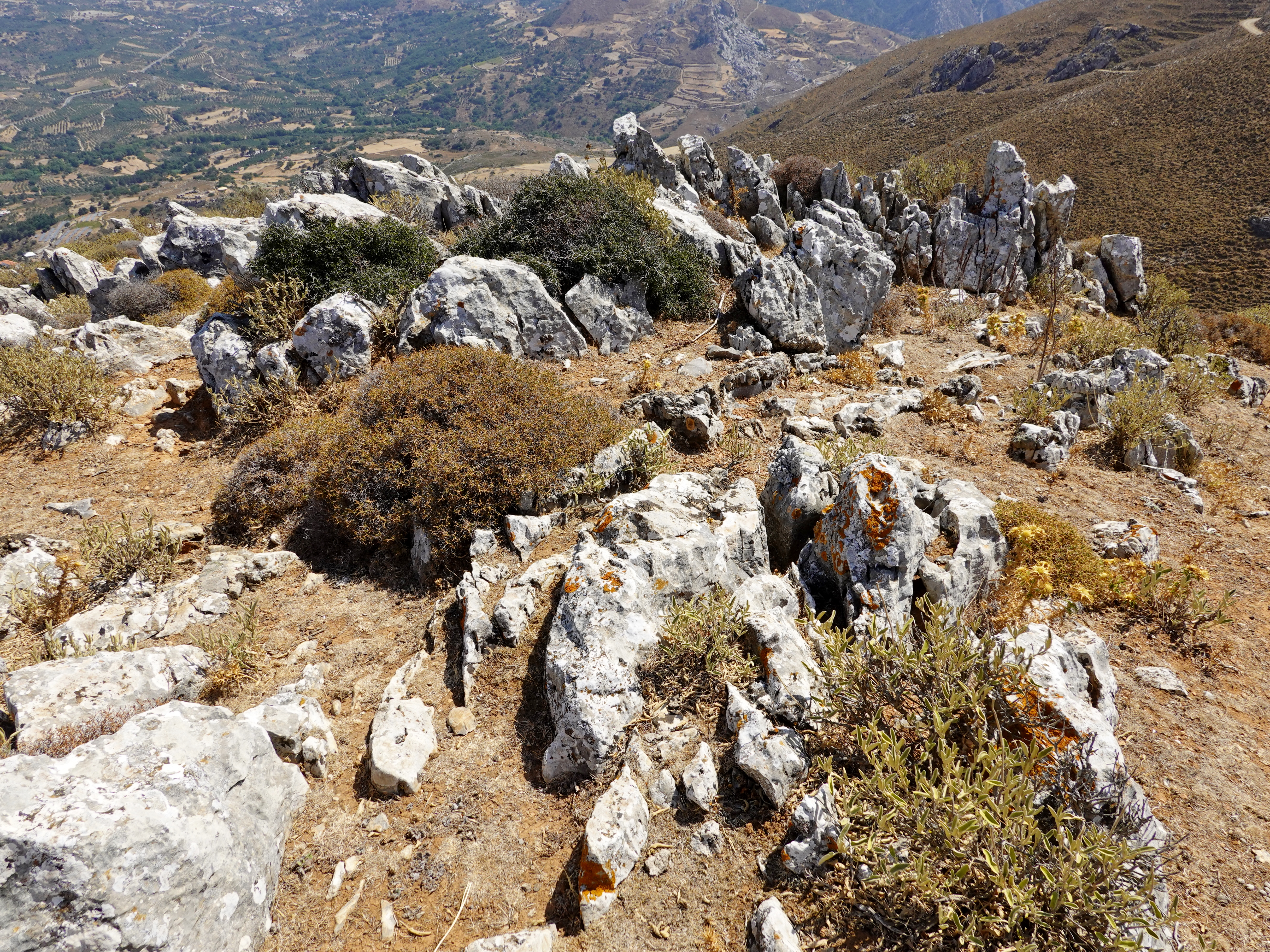
Obere Terrasse des Heiligtums

Vom minoischen Höhenheiligtum Atsipades Korakias wurden keine architektonischen Überreste gefunden. Bei der Entdeckung und Identifizierung als Höhenheiligtum gab es nur gelegentliche Keramikfunde an der Oberfläche, darunter einen menschlichen Figurinenkopf und einige Fragmente von möglicherweise Beinen, Armen und Hörnern sowie Gefäßgriffen oder Stativbeinen. Die spätere Ausgrabung führte zur Bergung von etwa 5000 Figurinenfragmenten aus den oberen Ablagerungen auf einer Fläche von weniger als 200 m². Es konnten zwei Bereiche topografisch und nach dem Charakter der Funde unterschieden werden, ein oberer Bereich im Westen mit einem „Kieselmerkmal“ als zentralem höchsten Punkt und die untere östliche Terrasse, auf der die meisten Figuren und Gefäße gefunden wurden. Den Mittelpunkt des Kultes stellte ein nicht identifiziertes Objekt auf der oberen Terrasse dar, in das Kieselsteine gelegt wurden (z. B. ein Pithos oder ein Korb) oder um das sie auf den Boden geworfen wurden (z. B. ein Steinbätyl oder ein Holzobjekt).

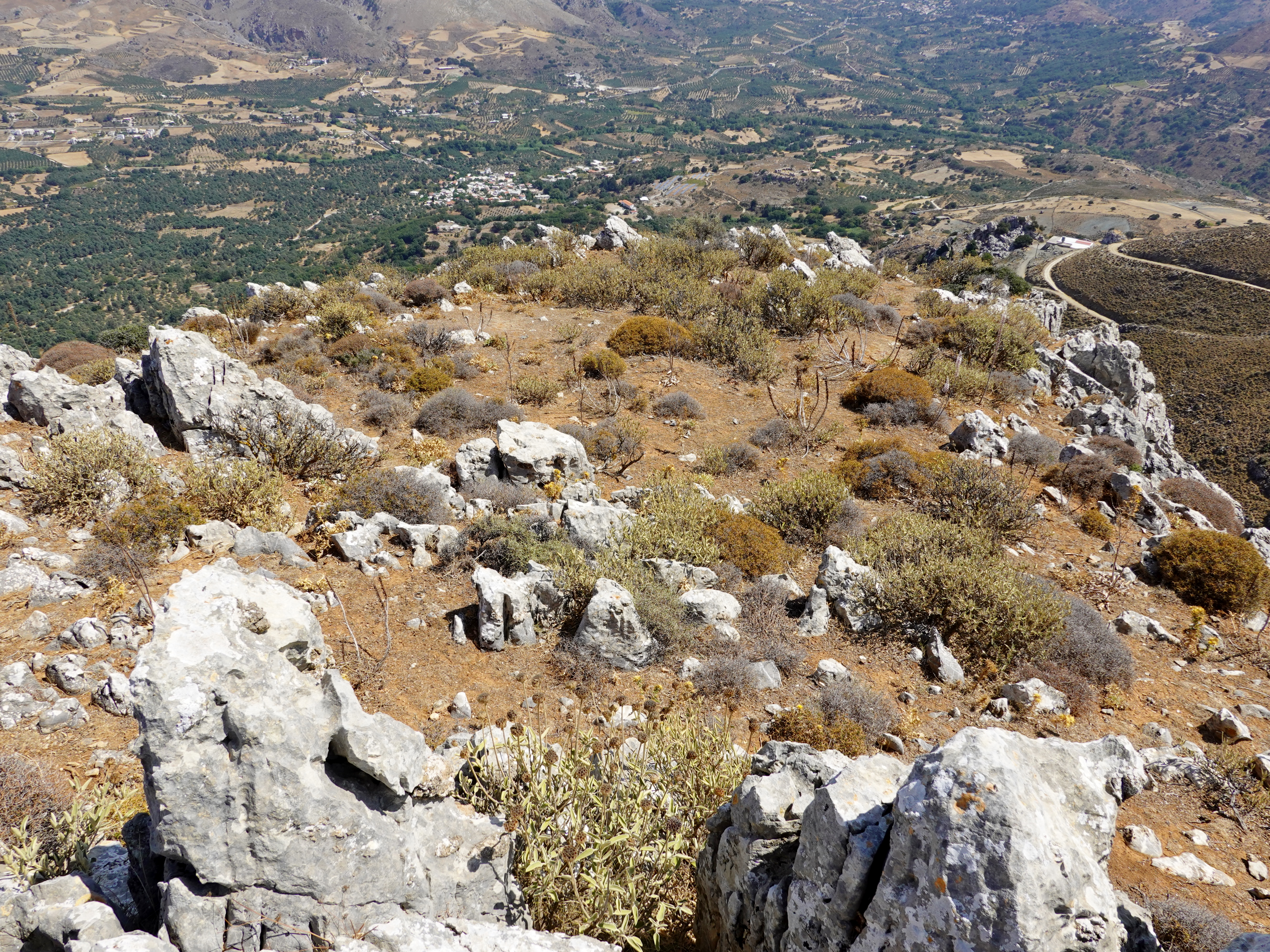
Untere Terrasse des Heiligtums

Um dieses Objekt an der Ostseite der oberen Terrasse lagen Keramikfragmente von Tassen, Doppelkrügen und Rhyta. Zu den kleinen Funden gehörten tönerne Gabentische und Tierrhyta. Weiter entfernt von dem Objekt mit den Kieseln änderten sich die Keramikformen und umfassten eine Reihe offener Schalen. Auf der unteren Terrasse enthielt der Bereich der Felsspalten unmittelbar unterhalb der oberen Terrasse mehr als 50 % der über 5000 Figurenfragmente. Ihre Zahl nahm nördlich und östlich der Terrasse ab. Die Materialkonzentration zeigt, dass sich die rituelle Aktivität in der Vergangenheit auf die Felsspalten zwischen der oberen und der unteren Terrasse konzentrierte. Der Ausgräber Alan Peatfield ging von Libationen im Rahmen des Kultgeschehens um das Kieselobjekt aus, während auf der unteren Terrasse die Keramikverteilung mit flacheren Gefäßformen auf Lebensmittelopferungen schließen ließe.

### Funde
Zu den Funden gehören neben den 5000 Fragmenten von anthropomorphen und zoomorphen Tonfigurinen sowie Votivkörperteilen rund 2500 Keramikfragmente. Die anthropomorphen männlichen Figurinen, mit teils kahlen, teils mit Haarlocken dargestellten Köpfen, tragen Gürtel, Schurze und Dolche, die weiblichen, zum Teil mit Kopfbedeckung, Glockenröcke mit geöffneten Oberteilen. Die Hände liegen an Brust oder Taille an. Viele der Figurinen haben eidechsenartige Gesichter. Die überwiegende Anzahl an Votivkörperteilen bilden Phalloi. Daneben fand man die Darstellung eines Beines, aber keine Arme, Köpfe, Torsi oder andere Abbildungen menschlicher Körperteile. Unter den Tierfigurinen finden sich gehäuft Rinderdarstellungen, jedoch keine Schafe und Ziegen.
Weitere Funde sind ein MM-II-Stempelsiegel aus Ton mit nicht mehr erkennbarem Bild, eine Obsidianklinge, Fragmente von Libationstischen aus Ton, Tonwebgewichte und drei Spinnwirtel. Die Keramik in unterschiedlichen Gefäßformen war vorwiegend undekoriert, zuweilen auch mit blauer Bemalung versehen, charakteristisch für die MM-Keramik in Westkreta. Geborgen wurden Schalen, Kannen, kleine Pithoi, Bügelkannen, Teller, Lampen und Dreifußgefäße. Daneben gab es Barbotinware und Fragmente mehrerer Rhyta, überwiegend in Stierkopfform. Es fehlen Metallfunde. Daneben gibt es keine Brandspuren auf der Keramik (auch nicht auf den Dreifüßen) sowie keine Knochenfunde und Asche. Damit fehlen Hinweise auf rituelle Feuer oder das Kochen ritueller Mahlzeiten.